# Classe Riga
Tra le navi di maggior successo della Marina Sovietica, le fregate leggere della classe Riga (progetto 50 secondo la classificazione russa) sono state in effetti un miglioramento delle precedenti classe Kola, realizzate in soli 6 esemplari.
Le Riga, dal punto di vista progettuale, derivano dal progetto 44 (rimasto sulla carta), che riguardava una nave da combattimento da 1.600 tonnellate di dislocamento. sono state esportate in 8 esemplari, oltre a 56 per la Marina sovietica. Sebbene già negli anni settanta erano assai superate, messe per lo più in riserva, esse hanno avuto nondimeno la loro importanza. Le loro caratteristiche erano per certi aspetti simili a quelle delle Oslo originali e sostanzialmente un aggiornamento del concetto di DE (Destroyer Escort, cacciatorpediniere di scorta), classificate come SKR, navi di pattugliamento. In Occidente, comunque, queste navi sono spesso considerate corvette.
La Marina Militare cinese ha condotto l'11 luglio 1964 un'azione offensiva contro dei mercantili di Taiwan, una unità di tipo Riga, denominata dai Cinesi Type 01, ha affondato con le sue artiglierie un mercantile, mentre un secondo, il Manqingsheng, è stato affondato da un dragamine classe T-43.